# Kastell Nag el-Hagar
Das Kastell Nag el-Hagar (lat. möglicherweise Praesentia) ist ein spätrömisches Militärlager, dessen Besatzung für rückwärtige Sicherungs- und Überwachungsaufgaben im südlichen Grenzgebiet der Provinz Thebaϊs zuständig war. Diese Provinz wurde während der Regierungszeit des Kaisers Diokletian (284–305) im Jahr 298 n. Chr. nach der Aufgabe des Dodekaschoinos eingerichtet. Die Überreste der Garnison, die auch als Repräsentationsort eines bedeutenden Beamten gedient haben muss, wurden am Ostufer des Nils, nahe dem Dorf Nag el-Hagar im Gouvernement Assuan in Oberägypten, entdeckt und in mehrjährigen Kampagnen zwischen 1984 und 2017 teilweise ergraben.

## Name und Lage
Die Identifizierung des Kastells mit dem Garnisonsort Praesentia, an dem das spätrömische Staatshandbuch Notitia Dignitatum die Legio III Diocletiana verortet, ist zurzeit noch unsicher.
Die zuständigen römischen Strategen planten die Anlage rund 45 Kilometer hinter der damals neu eingerichteten südlichen Reichsgrenze in Ägypten, die nahe bei Philae verlief. Rund 30 Kilometer südlich des Kastells lag Syene (Assuan), das nun zur Grenzstadt geworden war. Die nächste nördlich der Fortifikation gelegene Stadt war das rund 17 Kilometer entfernte Omboi (Kom Ombo). Eine zivile dörfliche Ansiedlung wurde für den Bau des spätantiken Kastells planiert.

## Forschungsgeschichte
Die ersten Forschungskampagnen wurden von der Ägyptischen Altertümerverwaltung, Abteilung Assuan, durchgeführt. Sie standen von 1984 bis 1985 unter der Leitung des Chefinspektors Mohi ed-Din Mustafa und wurden von 1986 bis Januar 1989 unter dessen Nachfolger Usama Abdel Wareth fortgesetzt. Schwerpunkt dieser Grabungen war ein kleiner, schlecht erhaltener Palast (Palatium) im Bereich der südwestlichen Praetentura (Vorderlager) des Kastells. Die Grabungen konnten seine Funktion jedoch nicht sicher klären. Außerdem wurden die vielfältigen nachträglichen Veränderungen und offensichtlichen Entwicklungen im Bereich der Innenbebauung nicht erkannt. Das Schweizerische Institut für ägyptische Bauforschung und Altertumskunde in Kairo erhielt damals den Auftrag, zusammen mit der Altertümerverwaltung die vorgefundenen Baubefunde zu dokumentieren und letztendlich zu publizieren.
Um einer immer stärker drohenden Zerstörung des Kastells vorzugreifen und eine Veröffentlichung der Forschungsergebnisse möglich zu machen, führten die Schweizer im Februar und März 2005 ein kurzes Dokumentationsprojekt durch. Die Finanzierung übernahm die Münchener Universitätsgesellschaft, Verein der Freunde und Förderer der Universität München. Erhaltungsprobleme bereiteten die teilweise ergrabenen Gebäudereste im Inneren der westlichen Kastellhälfte samt der dortigen Umfassungsmauer durch die am östlichen Nilufer und zwischen den Ruinen wachsenden Palmen. Die Ostseite der Fortifikation wiederum wurde durch das expandierende moderne Dorf bedroht. Zudem waren Teile der nördlichen, östlichen und südlichen Umfassungsmauer sowie die nordöstliche und südöstliche Kastellecke zuletzt Opfer von mutwilligen Zerstörungen geworden.
Dieser Grabung folgte 2006 eine längerfristiges Kooperationsprojekt zwischen der Altertümerverwaltung, Inspektorat Assuan, und dem Schweizerischen Institut für ägyptische Bauforschung und Altertumskunde in Kairo zur weiteren Erforschung der Fortifikation und des dazugehörigen Lagerdorfs (Vicus). Die Leitung wurde in die Hände des deutschen Provinzialrömischen Archäologen Michael Mackensen unter Mitarbeit des Ägypters Mohamed El-Bialy vom Inspektorat Assuan gelegt. Jetzt sollten offene Fragen aus der Vorgängergrabung geklärt und als neue Zielsetzung die im östlichen Lagerareal gelegenen Mannschaftsbaracken sowie das Stabsgebäude (Principia) untersucht werden. Mackensen leitete die Grabungen in den Jahren 2005, 2006 und 2008. Die Untersuchungen von 2009 übernahm die Archäologin Regina Franke. Das Schweizerisches Institut unter der Leitung von Cornelius von Pilgrim stand den Ausgräbern als administrativer und logistischer Förderer zur Seite und half dem hinzugezogenen Bauforscher Alexander von Kienlin von der TU München bei seiner Tätigkeit. Die ersten Kampagnen 2006, 2008 und 2009 finanzierte die Gerda Henkel Stiftung, 2008 zusätzlich die Münchener Eleonora-Schamberger-Stiftung. Diese Stiftung übernahm auch die Förderung der Kampagnen von 2011 bis zum Abschluss des Kooperationsprojekts am 15. Februar 2014. Franke übernahm anschließend die abschließende Aufarbeitung und Auswertung der Grabungen. Die topographische Vermessung der Befestigungsanlage und die Erstellung eines Höhenschichtenplans wurden von Manfred Stephani von der TU München vorgenommen, während Jörg Faßbinder vom Bayerischen Landesamt für Denkmalpflege die geomagnetische Feldbegehung übernahm. Eine letzte Grabungskampagne fand von 11. bis 27. März 2017 statt.

## Baugeschichte

### Datierung

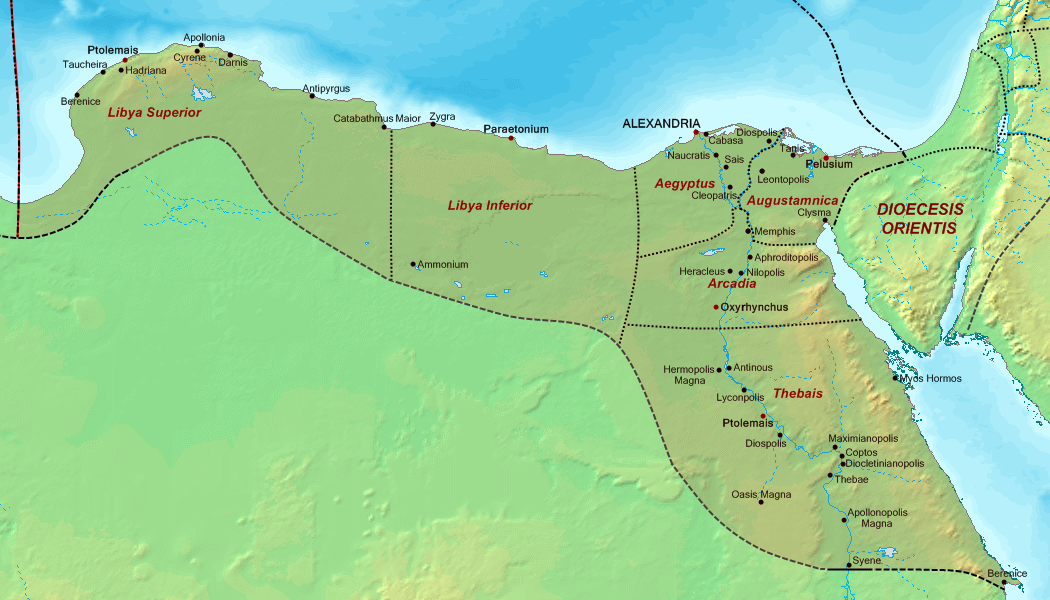
Die oströmische Provinzeinteilung Ägyptens um 400 n. Chr. Später kamen durch erneute Teilungen zwei weitere Provinzen hinzu (Augustamnica II und Thebais II).

Da eine Bauinschrift bislang nicht entdeckt werden konnte, beschränkt sich die Datierung auf das geborgene Münzmanterial und die Keramik. Auch die ergrabenen Ostraka bieten keine Hinweise auf eine zeitliche Bewertung. Das exakte Entstehungsdatum des Kastells bleibt damit bisher ebenso unbestimmt wie der Zeitpunkt, an dem die hier stationierte reguläre römische Militäreinheit Nag el-Hagar zuletzt verlassen hat. Somit ist bisher ebenso ungeklärt, wann sich die Bevölkerung in den Kastellmauern niederließ und die archäologisch greifbare Transformation von einem Garnisonsort zu einer Zivilsiedlung begann. Mutmaßungen gehen von einer militärischen Nutzung des Kastells bis in die Mitte des 5. Jahrhunderts oder gar bis gegen Mitte des 6. Jahrhunderts aus. Bei einem Schnitt durch den Kastellgraben ließ sich nachweisen, dass dieser noch bis in die erste Hälfte des 6. Jahrhunderts regelmäßig gereinigt wurde. Mit dem Ende der Garnison wurden militärische Gebäude umgenutzt, teilweise abgebrochen und Neubauten innerhalb des Kastellgevierts errichtet.
Wie die 2005 vorgenommene konkretisierte Auswertung der ab 1984 geborgenen Feinkeramik verdeutlicht, kann die Gründung der Garnison ins frühe 4. Jahrhundert oder sogar in die Zeit um 300 n. Chr. verortet werden. Das Problem mit der zwischen 1984 und 1989 in Nag El-Hagar aufgesammelten Keramik war bei dieser Auswertung jedoch, dass die so wichtige Möglichkeit einer Stratifizierung unmöglich gemacht wurde, da es die damaligen Ausgräber versäumt hatten, die Tonwaren mit Fundzetteln oder ähnlichem zu versehen. Daher ist unter anderem unbekannt, wann und wo diese Stücke entdeckt wurden. Die Keramik umfasste sowohl Fragmente der afrikanischen Red-Slip-Ware (ARS) aus Zentral- und Nordtunesien als auch der ägyptischen Red-Slip-Ware A (ERS A). Die Bandbreite der identifizierbaren ERS-A-Fragmente entsprach weitgehend derselben wie die der ARS-Ware und reichte vom 4. bis 7. Jahrhundert, wobei der Schwerpunkt im 5. und 6. Jahrhundert lag. Insgesamt bot die ARS trotz der genannten Schwierigkeiten gute Datierungsansätze, da sich diese hochwertige Feinkeramik, die in großen Mengen nach Nag el-Hagar importiert worden war, chronologisch außerordentlich gut verorten lässt.
Da die bis zum Grabungsende 1989 gesammelte Keramik aufgrund aller fehlenden Angaben für die weiteren archäologisch-historischen Fragestellungen unbrauchbar war, wurde im Jahr 2006 eine weitere Feldbegehung angesetzt, bei der erneut die Sigillaten, aber auch Amphorenreste im Mittelpunkt standen. Hierbei ließen sich die Ergebnisse von 2005 bestätigen. Zusätzlich wurden neue Erkenntnisse zum Vicus gewonnen. Dieser wurde offensichtlich bis zum Ende der römisch-byzantinischen Herrschaft im Jahr 640 n. Chr. und wahrscheinlich sogar noch bis ins 8. Jahrhundert genutzt. Da allerdings keine frühe oder andere islamische glasierte Keramik gefunden wurde, könnte hier ein Terminus ante quem postuliert werden.
Eine weitere Datierungsmöglichkeit aus den bis 1989 erfolgten Grabungen bot ein kleiner Hortfund von 77 Folles, die in die Jahre von 317 bis 337 n. Chr. gehören. Leider gibt es über die genaue Fundsituation des Hortes abweichende Informationen. Sicher scheint zumindest, dass er an dem U-förmigen Turm nördlich der Porta praetoria aufgefunden wurde. Aus dem Palast wurden 1987/1988 lediglich neun spätantike Münzen und eine spätosmanische Bronzemünze geborgen. Bedauerlicherweise war bei der Ausgrabung dieser Münzen eine stratigraphische Zuordnung ebenfalls unterblieben. Die seit 2006 erfolgten numismatischen Neufunde bestätigen die bisherigen Keramikdatierungen. Es lässt sich eindeutig feststellen, dass alles Fundgut abrupt mit der Zeit um 297 n. Chr. einsetzt. Die älteste Münze aus Nag el-Hagar war 2012 ein diokletianischer Antoninian von 295/296 n. Chr., der sieben Antoninianen von 296/297 n. Chr. folgten. Ein stratifizierter Antoninian wurde bei einer 2008 erfolgten Nachuntersuchung im Palastbereich geborgen. Er war in der ägyptischen Prägestätte für den Kaiser Maximian (286–305) geschlagen worden.

### Umwehrung

Kastell Nag el-Hagar: Entfernt wurden in dieser Darstellung alle koptische Ein- und Umbauten. Von den spätantiken Kirchenbauten wurde nur Kirche A berücksichtigt, die wohl noch zur Zeit der militärischen Kastellnutzung entstand.

Die im Grundriss fast quadratische Befestigung besaß ohne Miteinberechnung der weitauskragenden Eck- und U-förmigen Türme einen äußeren Umfang von 152 × ca. 152 Metern (= 2,3 Hektar), sowie eine nutzbare Innenfläche von 142 × ca. 142 Meter (= ca. 2,0 Hektar). Sie orientierte sich mit ihren Flanken ungefähr an den vier Haupthimmelsrichtungen. Ihre massive, eindrucksvolle Prätorialfront lag zum nahe vorbeifließenden Nil hin im Westen. Die Umfassungsmauer besaß dort eine Breite von rund 4,50 Metern und wurde aus mächtigen Sandsteinquadern errichtet. Zumindest deren unterste Lagen waren durch schwalbenschwanzförmige Holzklammern miteinander verbunden. Da der Nil damals die Hauptverkehrsachse bildete, war diese Frontseite besonders eindrucksvoll gestaltet. Die drei anderen Seiten der Umfassungsmauer bestanden zu einem Großteil aus Lehmziegeln. Insgesamt weist die Anlage alle charakteristischen und bereits vollständig entwickelten Merkmale spätrömischer Festungsbauten auf, wie sie gegen Ende des 3. und zu Beginn des 4. Jahrhunderts errichtet wurden. Neben vier weit vorspringenden quadratischen Ecktürmen besitzt der Bau drei Tore, die mittig in die West-, Nord- und Südseite der Umfassungsmauer eingebaut sind. Zur Architektur dieser Tore gehört deren Gliederung mit Halbsäulen. Anstelle eines Tores in der östlichen Dekumanfront befindet sich dort ein ebenfalls weit aus dem Mauerverband herausragender U-förmiger Zwischenturm. Dieser Turm wird von zwei weiteren, gleich gestalteten Zwischentürmen flankiert. Dasselbe Bild ergibt sich an den drei übrigen Fassaden der Umfassungsmauer. Auch hier wurden je zwei Zwischentürme links und rechts der Tore positioniert. Und auch diese Zufahrten in das Kastell besitzen je zwei sie flankierende U-förmige Tortürme. An jedem Zwischenturm in der untersuchten westlichen Kastellhälfte ragten in regelmäßigen Abständen fünf gleich gestaltete Wandvorlagen nach innen. Sie wurden als Reste von Treppenanlagen gedeutet, die einen Zugang zum jeweils ersten Stockwerk der Türme ermöglichten. Das westliche Haupttor, die Porta praetoria, besaß eine einspurige Zufahrt zwischen den beiden flankierenden Tortürmen, die rund 9,50 Meter voneinander entfernt standen. Im südlichen Flankenturm des Tores konnte zusätzlich eine kleine Pforte festgestellt werden, die sich zur Zufahrt hin öffnete. Als Annäherungshindernis konnte bei den geomagnetischen Messungen 2006 und anschließend mittels eines Schnittes an der Süd- und Ostseite ein Spitzgraben ermittelt werden, der zumindest nachweisbar vor dem Südtor aussetzte. Sicher setzte sich der Graben auch vor der Nordfront fort, er ist dort jedoch noch unbekannt. An der Westfront war kein Graben nötig, da dort ja bis heute der Nil vorbeifließt. Die bekannte Südostecke des Grabens ist halbrund ausgeführt.

### Innenbebauung

#### Stabsgebäude
Das Innere des Kastells wird durch zwei rund 12 Meter breite Hauptstraßen erschlossen: Die von Westen kommenden Via praetoria und die das Nord- und Südtor verbindende Via principalis. Beide Straßen kreuzen sich in der Lagermitte. Rund 45 Meter hinter der Kreuzung stieß die von Westen kommende Via praetoria auf den Eingangsbereich der Principia, die in mehreren Kampagnen bis 2013 vollständig freigelegt wurde. Es konnte festgestellt werden, dass der Bau mit seiner Rückwand nicht unmittelbar an die Innenseite der östlichen Umfassungsmauer errichtet worden war, sondern von dieser 2,30 Meter Abstand wahrte und damit der Lagerringstraße (Via sagularis) genügend Platz ließ. Bei dieser Untersuchung wurde auch der östliche Unterbau des Stabsgebäudes freigelegt. Er bestand dort noch aus drei Sandsteinschichten und einer erhaltenen Lage gebrannter Ziegel.
Den Hauptzugang im Westen hatten Steinräuber bereits stark gestört. Trotzdem gelang es, das vor dem Eingang angelegte Treppenfundament zu untersuchen. Es bestand aus gebrannten Ziegeln und war etwa fünf Meter breit und noch 1,75 Meter tief. Weitere Stufen, die aus großen Sandsteinblöcken gefertigt waren, führten in eine höher gelegene, rechteckige Vorhalle, die 10,60 × 7,85 Meter umschloss. Von dort aus betraten Besucher die Haupthalle von 10,60 × 9,90 Metern Größe. Um dieser Halle ein repräsentativeres Aussehen zu geben, waren in deren vier Ecken im Winkel zu 45 Grad achsensymmetrische Mauern eingezogen worden, wodurch der Raum einen oktogonalen Grundriss erhielt. Diese Raumgestaltung, die im Aufgehenden ursprünglich wohl alle anderen Gebäudeteile des Stabsgebäudes turmartig überragte, ist innerhalb eines Kastells eine genauso ungewöhnliche Entdeckung, wie die weiter unten beschriebene Palastanlage. Die Ausgräber mutmaßten, dass es sich hierbei um das Fahnenheiligtum (Aedes principiorum) des Kastells handelte. Südlich der beiden Hallen grenzte ein aus mehreren Räumen bestehender Komplex an, der die Verwaltungsräume des Kastells aufnahm. Der architektonische Aufwand, der für die Vor- und Haupthalle unternommen wurde, zeigt sich bereits in den aus sorgfältig gesetzten Bruchsteinen errichteten Fundamenten, die 1,80 Meter breit und 0,60 Meter tief angelegt waren und deren aufgehendes Mauerwerk aus gebrannten Ziegeln bestand. Im Gegensatz dazu besaß der südlich gelegene Bürokomplex des Stabsgebäudes kein Bruchsteinfundament und war wie die Mannschaftsbaracken lediglich aus ungebrannten Ziegeln, die aus Nilschlamm bestanden, errichtet worden.
Bei den Untersuchungen von 1984 bis 1989 wurde das Areal des Stabsgebäudes nicht berührt. Es zeigten sich am Platz der Principia jedoch noch vor der Grabung ein Dutzend teilweise fragmentierte Säulenschäfte aus Rosengranit, die eine Länge zwischen 0,50 und zwei Metern aufwiesen. Außerdem ließen sich bereits vor der Ausgrabung zwei Säulenbasen aus rotem Granit feststellen. Die aus Rosengranit errichteten Bauteile sind sehr flüchtig bearbeitet. Offenbar wurden sie in großer Eile hergestellt. Die Untersuchungen durch von Kienlin machten deutlich, dass diese Säulen offenbar zu einem nachkastellzeitlichen koptischen Kirchenbau gehörten, der auf dem Platz des Stabsgebäudes errichtet wurde.

#### Mannschaftsbaracken
Bis 2012 war nur ein kleiner Teil der von den Mannschaften bewohnten Bauten untersucht, so dass die maximale Gesamtzahl der hier stationierbaren Soldaten noch unbekannt ist. Die Grabungen orientierten sich dazu auf das südöstliche Viertel des Kastells. Hier konnte ein 13,75 × 32,40 Meter großer, langrechteckiger Bau freigelegt werden, von dem allerdings größtenteils nur noch Teile der untersten Fundamentlage aus zumeist ungebrannten, luftgetrockneten Nilschlammziegeln erhalten war. Dieses Ziegelfundament war ein bis 1,20 Meter breit. Neben den natürlichen Verwitterungsprozessen war insbesondere der westliche Bereich der Baracke durch die von den Fellachen vorgenommenen Zerstörungen betroffen. Die Bauern nutzten die luftgetrockneten Ziegel als Düngemittel. Der eindeutig als Mannschaftsbaracke (Centuria) identifizierbare Bau war ost-westlich orientiert und besaß in ihrer Mitte eine zwischen den beiden Schmalseiten verlaufende Längsmauer, die das Bauwerk in zwei Hälften trennte. Damit war klar, dass es die Ausgräber hier mit einer Doppelbaracke zu tun hatten. Die regelmäßige Innenaufteilung bestand aus zwei fast gleich breiten Reihen mit je acht Mannschaftsstuben (Contubernia), die eine durchschnittliche Größe von 15 Quadratmetern besaßen. In jeder Stube können vier bis fünf Mann einquartiert gewesen sein. Aufgrund der schlechten Erhaltungslage waren weder Schwellen noch Spuren des römerzeitlichen Laufniveaus erhalten geblieben. Die Stuben konnten über separate Eingänge von den nördlich und südlich an der Mannschaftsunterkunft vorbeiführenden schmalen Lagergassen betreten werden. Diese Gassen waren lediglich rund 2,40 bis 2,80 Meter breit. Die letzten Reste und Spuren einer Innenausstattung in den Contubernia lieferten drei Befunden in Form von in den Boden eingetieften Gefäßen, die in der hier veröffentlichten Zeichnung dargestellt sind. Der während der Kampagne 2009 in Raum 4 festgestellte Befund 119, lässt sich zeitlich aufgrund seines stratigraphischen Bezuges in die Erstnutzungsphase der Mannschaftsbaracke setzen. Der 53 Zentimeter hohe und dickwandige Vierhenkeltopf mit seinem hohen Standring besitzt einen gerillten Horizontalrand sowie eine einfache lineare Bemalung. Das Stück könnte bereits um 300 n. Chr. datieren und wurde rund 0,40 Meter in den anstehenden Boden, das heißt unter die allererste Fundamentlage, eingetieft. Da in diesem mit Sand verfüllten Keramikgefäß im Bereich seines Schulterumbruchs ein kompletter 17,70 Zentimeter hoher Einhenkelkrug der Form Gempeler T 854 enthalten war, kann davon ausgegangen werden, dass beim Einbringen dieser Ware der Rand des Vierhenkeltopfes höchstwahrscheinlich bereits größtenteils abgebrochen war. Raum 15 barg den Befund 100. Dieser bestand noch aus einem 20,50 Zentimeter hohen Gefäßunterteil, das ob seiner Ähnlichkeiten einst wohl als ein ähnliches Stück anzusprechen war, wie der genannte Vierhenkelkrug. Neben diesen in situ vorgefundenen Gefäßen ließ sich in einem weiteren Raum noch der Abdruck eines dritten eingebrachten Keramikgefäßes beobachten.
Die Archäologen legten in südliche und westliche Richtung lange Sondageschnitte, um das nähere Umfeld der Doppelbaracke zu erkunden. Dabei ließen sich weitere im Umfang vergleichbare Baureste feststellen. Somit wäre denkbar, dass das gesamten Südostviertel mit insgesamt vier Doppel- und zwei Einzelbaracken bebaut war. Mackensen rechnete für die vollständig ergrabene Doppelbaracke mit 64 bis 80 Mann und kam auf rund 300 bis 400 Soldaten, die nur im Südostviertel kaserniert gewesen sein könnten. Die Untersuchungen machten klar, dass diese Baracken zu den ältesten Baubefunden am Ort gehörten und damit der Gründungsphase des Kastells zuzurechnen sind. Da der vollständig aufgedeckte Kasernenbau unmittelbar an die parallel zur östlichen Kastellmauer entlangführende Via sagularis grenzte, wurde auch deren Breite an dieser Stelle bekannt und mit 3,50 Metern eingemessen.
Bemerkenswert war für die Archäologen der Befund, dass an den bisher nachgewiesenen und im Grundriss rekonstruierbaren Mannschaftsbaracken die ansonsten typischen Kopfbauten für die befehlshabenden Offiziere beziehungsweise Unteroffiziere fehlten. Möglicherweise bewohnten sie jeweils einen der gleichförmigen Räume am Anfang oder Ende der Baracken. Danach würde sich laut Mackensen die Mannschaftsstärke für die unmittelbar südlich der Principia ergrabenen Mannschaftsunterkunft um vier bis zehn Mann reduzieren.

#### Horrea und Wohnbauten
In der nordwestlichen Praetentura neben der Via principalis dextra wurden angrenzend an die Via sagularis zwei nebeneinanderliegende, dreigeteilte Kornspeicher (Horrea) aufgedeckt. Zudem konnten mindestens drei Häuser mit noch unbekanntem Zweck identifiziert werden. Das besterhaltene dieser Häuser, das in der Nordwestecke des Kastells errichtet wurde, hat einen fast quadratischen Grundriss von rund 19 × 18 Metern (= 340 Quadratmeter) und ist damit ähnlich groß wie das Wohnhaus des Kommandanten (Praetorium) in Dionysias (Qasr Qarun). Aus diesem Grund wurde in Nag el-Hagar dieser quadratische Bau als Offizierswohnung gedeutet.

#### Castellum Aquae
Zur komplexen Infrastruktur der Palastbauten im Südostviertel des Kastells gehörte auch ein Castellum Aquae. Diese Bauten dienten der Wasservorhaltung und -verteilung. Man fand ihre Reste unter anderem in den antiken Städten Pompeji und in Nîmes. Das Castellum Aquae von Nag el-Hagar befand sich nahe der Via principalis sinistra, die zum Südtor, der Porta principalis sinistra, führte. Wie die Ausgräber feststellten, haben die Fundamente des Wasserverteilers wohl nur überdauert, da diese beim Bau eines späteren Gebäudes wiederverwendet wurden. Die Baureste waren trotz dieser Tatsache jedoch noch so gut erhalten, dass die Funktionsweise des Bauwerks teilweise dokumentiert werden konnte. Das Grundwasser trat innerhalb des Castellum Aquae an dessen Westseite durch eine Bodenöffnung in ein tiefes Becken ein und wurde dort von einem Schöpfwerk zu zwei hoch aufragenden Wasserreservoirs angehoben. Diese als Tanks fungierenden Becken, die einen dicken Mantel aus hydraulischem Mörtel besaßen, waren an Rohrleitungen angeschlossen, die für die weitere Wasserverteilung sorgten. An der Nordseite des Castellum konnten zwei Bleirohre beobachtet werden, die durch das Mauerwerk zu einem der Reservoirs führten. Da sich der Komplex in einem ansonsten nicht ergrabenen Bereich befindet, ist es bisher nicht möglich, sich eine genauere Vorstellung von der weiteren Wasserverteilung zu machen. Gesichert ist zumindest ein in weitem Bogen nach Norden führender Kanal aus ineinander passenden Keramikrohren, der Frischwasser zu den an den Thermen gelegenen Latrinen brachte und eine kontinuierliche Spülung gewährleiste. In einer Sondage fanden sich außerdem zwei parallel verlegte Keramikrohre desselben Typs, welche offenbar in Richtung der Südwestecke des Kastells verliefen.

#### Palatium
Nach den bis 1989 erfolgten Ausgrabungen wurde der Palast Opfer stetig fortschreitender Zerstörungen, daher sind heute im besten Fall nur noch mehrere Lagen gebrannter Nilschlammziegel erhalten. In den zentralen Räumen haben außerdem noch Reste der Fußböden aus geschnittenen Kalksteinplatten überdauert.
Der wichtigste Gebäudekomplex in Nag el-Hagar ist für eine militärische Befestigung des späten 3. und 4. Jahrhunderts sehr selten. Für die Ausgräber war dieser Befund völlig unerwartet. Es handelt sich dabei um eine palastartige Struktur, die sich im südwestlichen Teil des Kastells neben der Porta praetoria befindet. Die dort entdeckten Mauerreste ergeben einen insgesamt sehr aufwendigen Grundriss. Von der Via praetoria aus wurde der Bau über einen kleinen rechteckigen Raum betreten, der eine nach Süden hin halbrunde Apsis besaß. Ein großer Durchgang in der Westwand dieses Raumes ließ ankommende Besucher in eine basilikaartige einschiffige Halle treten, deren Längsseiten durch gleichförmig angebrachte, halbrunde Wandvorlagen strukturiert waren. Auch dieser längliche Baukörper besaß im Süden eine halbrunde Apsis. In der Südostwand der Halle befand sich ein nachträglich verengter Durchgang, von dem aus ein gefliester Verteilerraum mit Türen in alle vier Himmelsrichtungen betreten werden konnte. Der nördliche Zugang führte in einen einst vielleicht nicht überdacht angelegten rechteckigen Raum ohne weitere Zugänge. Die Lehmziegelwände waren dort bereits stark gestört, doch konnten in den Ecken halbrund ausgestellte Wandvorlagen festgestellt werden. Die Unterkonstruktion des Bodens bestand aus gebrannten Ziegeln, über der ein grauer Estrich lag. Darüber wiederum ließen sich wenige Reste eines Bodenbelags erkennen. Der östliche Zugang, der zu den Latrinen und zum Bad führte, musste über eine kleine Stufe betreten werden. Mit dem Betreten dieser Stufe kamen Besucher durch eine Pforte, die zum Verteilerraum hin von zwei Halbsäulen flankiert wurde, dahinter jedoch auf der Innenseite im 45-Grad-Winkel abgeschrägte Eckkanten besaß. Gingen Besucher durch den südlichen Zugang, kamen sie in den größten und repräsentativsten Bereich des Palastes, einer dreischiffigen Konstruktion. Die Ausgräber rekonstruierten diesen basilikaartigen Grundriss mit einem nach oben hin offenen Mittelschiff, das von zwei längsseitigen Säulenreihen getragen wurde. Sowohl das Mittelschiff, als auch die beiden kleineren seitlichen Flügel enden in halbrunden Apsiden, die sich ebenfalls nach Süden wölben. Die Gesamtausdehnung der zuletzt genannten baulichen Struktur beträgt inklusive ihrer Hauptapsis rund 15,50 × 27,00 Meter. Sie wurde als Empfangshalle (Aula) angesprochen. Diese Aula wurde mindestens einmal in Form und Größe umgebaut. So steht der südliche, quadratisch abgegrenzte Bereich der Aula nicht in einer Flucht mit der nördlichen Apsis und dem daran anschließenden Bodenbelag aus Kalksteinplatten, sondern ist leicht nach Westen verschoben angesetzt. Bemerkenswert ist auch, dass die seitlichen Ränder des länglichen Hauptraumes sowie die leicht erhöhten Seitenschiffe anstelle dieses Plattenbelages lediglich mit einem glatten, rötlichen Estrich ausgestattet waren. Während einer Umbauphase wurde der Fußboden im Südteil der Aula sowie der angrenzenden Raumgruppen um eine Stufe erhöht. Damals könnten auch die beiden Pfeiler, welche den Südlichen Teil der Aula begrenzten, niedergelegt worden sein. Östlich und westlich dieses basilikaartigen Raumkörpers schließt sich an jeder Seite eine Gruppe von je vier Zimmern an. Beide Raumgruppen waren vielleicht zweigeschossig angelegt und wahrscheinlich als Wohnungen für hochrangige Beamte oder Würdenträger gedacht. Im nordwestlichen Bereich der basilikaartigen Struktur befindet sich ein Durchgang, der in eine rund 25 Meter lange rechteckige Halle führt, die von einer zentralen Säulenreihe getragen wird. Diese Halle, als auch die beiden erstgenannten kleineren Apsisräume grenzen mit ihrer Nordwand an die Via praetoria. Im Osten schließt sich an den Wohnpalast ein teils nicht überdachtes Bad (Balneum) an. Insgesamt umfasst das Palatium ohne das Badegebäude rund 50 × 35 Meter (= 0,175 Hektar) und überdeckt damit etwas weniger als ein Zehntel der Innenfläche des Kastells.
Beim Bau des Palastes wurden Spolien aus älteren Bauten wiederverwendet. Darunter war auch eine fragmentierte Inschrift (Tabula ansata), die der Regierungszeit des Kaisers Trajan (98–117) zugeordnet werden kann. Daher kam die Vermutung auf, dass es möglicherweise eine ältere Wohnbebauung an dieser Stelle gegeben haben könnte. Einen konkreten Hinweis könnten Lehmziegelmauern liefern, die während der Grabungen im Bereich des Palatiums und seiner Therme zu Tage kamen. Alle bekannten Befunde deuten darauf hin, dass es hier vor der Errichtung der Garnison eine wohl zivile dörfliche Ansiedlung gab. Mit der Errichtung des Palastes wurden die älteren Bauten abgebrochen und das Areal mit einer rund 0,80 Meter hohen Erd- und Schuttschicht planiert. Die Sohlen der darauf errichten Palastbauten reichen rund 0,40 Meter über das ursprüngliche Laufniveau. Zwar wurde das Palatium offenbar von Anfang an in der heute bekannten Ausdehnung errichtet, doch gibt es einzelne, teils aufwendigere spätere Umbauten in seinem Inneren. Bemerkenswert sind hierbei auch einige bauliche Veränderungen aus Bruchsteinen, die in ihrer zeitlichen Zuordnung eine offensichtliche Weiternutzung des Baukomplexes nach dem Abzug der römischen Truppen verdeutlichen.
Bislang war es nicht möglich, eine zuverlässige archäologische Datierung des Palatium vorzunehmen. Somit bleibt es lediglich eine Mutmaßung, dass Kastell und Palast für Kaiser Diokletian und seine begleitenden Truppen (sacer comitatus) während ihres Besuchs in der oberägyptischen Provinz im Sommer 298 n. Chr. errichtet wurden. Während dieser Reise auf dem Nil hatte der Kaiser beschlossen, die römischen Truppen aus der Region Dodekaschoinos zurückzuziehen und die Grenzzone um den Ersten Katarakt zwischen Philae und Syene neu zu organisieren. Mit Sicherheit wurde der Palast letztendlich für einen hochrangigen Beamten der römischen Provinzverwaltung errichtet. Wer dies war, ist beim heutigen Wissenstand spekulativ. Es wurde überlegt, ob hier ein Standort für den Militärkommandeur der Provinz Thebaϊ (dux Thebaϊdos) gelegen haben könnte. Die Trennung zwischen dem zivilen Provinzstatthalter und dem militärischen Provinzkommandeur war um 308/309 n. Chr. vollzogen worden.

## Kirchen
Südlich des Palastes, zwischen diesem und der Kastellmauer, wurden nachträglich zwei Kirchen errichtet. Der Bauforscher Alexander von Kienlin nannte sie Kirche A und B. Zudem sah er einen dritten Kirchenbau (Kirche C) im Bereich der ehemaligen Principia als gegeben an.

### Westliche Kirche A
Dieser älteste Kirchenbau, eine dreischiffige Säulenbasilika mit einer Gesamtbreite von rund acht Metern, nutzte im Süden und Westen noch die Kastellmauer und wurde an dieser angebaut. Zu einem späteren Zeitpunkt erhielt das Gotteshaus eine halbrunde, nach Osten orientierte Apsis, die aus Spolien errichtet wurde. Auch andere Umbauten lassen sich erkennen, die insbesondere um liturgische Gesichtspunkte kreisen. Mit Ausnahme der beiden durch die alte Umfassungsmauer des Kastells gebildeten Mauerzüge bestand diese Kirche überwiegend aus ungebrannten Lehmziegeln. In ihrem Inneren wurden geringe Reste der einstigen Bemalung festgestellt. Einige Bautechniken, darunter die wohl erst nachträglich in den Bau eingebrachten Säulen aus viertelkreisförmigen gebrannten Ziegeln, wie sie auch im Palatium festgestellt wurden, könnten für eine Erbauung noch während der militärischen Nutzung des Kastells sprechen. Möglicherweise entstand der Bau in der zweiten Hälfte des 4. Jahrhunderts und könnte als Palastkirche von den Militärs genutzt worden sein. Typologisch gehört das Gotteshaus – zumindest in seiner ersten Bauphase – noch zur ersten Generation konstantinischer Kirchen.

### Östliche Kirche B
Zum Bau der zweiten Kirche wurde Kirche A abgebrochen. Dieser wesentlich größere Neubau wurde etwas nach Osten versetzt zum älteren Gotteshaus errichtet und ebenfalls als dreischiffige Säulenbasilika geplant. Die östlichsten Teile von Kirche A fanden sich unter dem Narthex von Kirche B. Auch Spolien aus dem älteren Kirchenbau wurden beim Bau der Kirche B wiederverwendet, die neben der nach Osten orientierte Apsis möglicherweise auch ein Querschiff besaß. Der Bau wurde entlang der Südwand der Umfassungsmauer des Kastells errichtet und besteht aus trocken gesetzten Bruchsteinen. Möglicherweise war die Lehmziegelmauer des Kastells zu diesem Zeitpunkt bereits verfallen, denn die Kirche nutzt eine eigene tragende Südwand, die im Kastellinneren unmittelbar entlang der alten Umfassungsmauer errichtet wurde. Schon während der Erbauungszeit lässt sich eine Umplanung erkennen, die einen zunächst nicht geplanten Durchgang zwischen Palast und Kirche ermöglichte. Auch später folgten etliche Umbauten. Typologisch kann Kirche B mit koptischen Gotteshäusern des 5. und 6. Jahrhunderts verglichen werden.
Südlich der Kirche, zwischen dem südwestlichen Eckturm des Kastells und dem ersten Zwischenturm in der südlichen Umfassungsmauer, entstand möglicherweise im gleichen Zeitfenster oder etwas früher als Kirche B ein mächtiger, eventuell rechteckiger Bau, dessen Nordwand sich an die Außenfassade der alten Wehrmauer lehnt. Seine Nutzung ist bisher unbekannt.

### Kirche C
Von Kienlin verortet eine dritte Kirche auf dem Platz der ehemaligen Principia und setzt deren Errichtung ein, zwei Jahrhunderte nach dem Bau von Kirche B an. Die Fundamente dieser Kirche wurden offensichtlich vollständig entfernt. Lediglich die Ansammlung von Säulenschäften und Basen auf dem Areal sieht er als letzte Reste dieser Kirche an. Er ging davon aus, dass die Kirchen B und C wohl während einer gewissen Zeit parallel in Verwendung waren.